# Abije
Kidane Kale (dosł. "Początek, Słowo") znany lepiej jako Abije (ur. ? – zm. około 1745) – władca Szeua w latach 1718–1744 lub 1745. Nosił tytuł meridazmacza i był ważnym amharskim możnowładcą osiemnastowiecznej Etiopii. Był synem poprzedniego władcy szeuańskiego o imieniu Sebestianos. Żoną Abije była ueizero Tagunestija, córka zarządcy Mamameder. Nie jest do końca pewne ile lat rządził Abije w Szeua. Według Mordechaia Abira okres jego rządów trwał dwadzieścia pięć lat, zaś wedle angielskiego podróżnika Williama Cornwallisa Harrisa piętnaście lat.

## Życiorys

### Początek rządów
Abije odziedziczył tron Szeua po śmierci swojego ojca i początkowo ustanowił swoją stolicę w Har Amba. Według Donalda Levine'a Sebestianos zmarł wskutek osobliwego wypadku. Otóż Abije odbudowywał niektóre z kościołów zniszczonych przez muzułmańską inwazję imama Grania, która miała miejsce w XVI wieku. Jeden z odnawionych przez Abije kościołów znajdował się w Dokakit i był pod wezwaniem świętego Michała. Część ceremonii związanej z nowo odbudowaną świątynią wymagała tabotu z kościoła w Ajne, gdzie mieszkał jego ojciec. Tabot został potajemnie usunięty z Ajne i przeniesiony do Dokakit przez Abije. Sebestianos potraktował to jako akt buntu i postanowił schwytać oraz zdyscyplinować swego syna. W wynikłej później walce, jeden ze sług Abije przypadkowo zabił meridazmacza Sebestianosa.

### Konflikt z cesarzem
Ponieważ Sebestianos odmówił złożenia hołdu cesarzowi Etiopii, krótko po dojściu do władzy Abije miał do czynienia z atakiem armii etiopskiego cesarza Jozuego II Kuareńczyka. Mimo iż zaatakowany przeżył zagrożenie bez szwanku, źródła różnią się co do szczegółów cesarskiej wyprawy. Mordechai Abir podał wersję, według której pośrednicy obu stron umówili się, że w zamian za ofiarowanie daniny Abije oficjalnie uzyska tytuł meridazmacza. Harold Marcus uważał, iż Jozue II był bardziej skupiony na walkach z plemieniem Uello Oromo, znajdującym się bliżej jego ośrodka władzy w stolicy Gonderze. Z kolei Donald Levine postawił tezę zakładającą, że Abije spotkał się z Kuareńczykiem i pokonał go w walce.

### Późniejsze lata
Abije kontynuował wojskową konsolidację chrześcijańskich księstw zlokalizowanych dookoła Szeua i toczył walki z Oromami, najeżdżającymi Etiopię od XVI wieku. Według relacji niemieckiego misjonarza Johanna Ludwiga Krapfa, Abije pokonał władcę miasta Menz zwanego Gole, a następnie przyłączył ten region do Sheua. Abije zmarł w walce z Karaju Oromo, na południe od Jifat i został pochowany w swojej stolicy Dokakit. Następcą Abije został jego syn znany jako Amhajes Sprawiedliwy.